# Ábside de Santa Maria d'Àneu
El Ábside de Santa Maria d'Àneu es una pintura románica. Actualmente se expone en el Museo Nacional de Arte de Cataluña.

## Descripción
La decoración del ábside del monasterio de Santa Maria de Aneu es una muestra de la superposición de temas y motivos del Antiguo y del Nuevo Testamento en la pintura románica catalana. En la bóveda se representa la Epifanía, con María en Majestad y los Reyes Magos. En el registro inferior aparecen los dos serafines de la visión de Isaías en el templo de Jerusalén (Isaías 6,3-6) que cantan «S(AN)C(TU)S S(AN)C(TU)S S(AN)C(TU)S» y acercan las tenazas con brasas ardientes a los labios de los profetas Elías e Isaías. En medio, las cuatro ruedas de fuego del carro de Yahvé aluden a la visión de Ezequiel (Ezequiel 1,15). Hay que subrayar también el protagonismo de los tres arcángeles, Miguel, Gabriel y Rafael, abogados en el día del Juicio Final. Esta original temática encuentra sus fuentes en repertorios bizantinos de Italia.